# Florence Oberle
Florence Oberle (c. 1869 – 10 de julio de 1943) fue una actriz de cine y teatro estadounidense de Tarrytown, Nueva York.

## Carrera
Nacida alrededor de 1869, Oberle actuó en el Morosco Theatre y en producciones de David Belasco. En una ocasión fue considerada "la mujer más bella de los escenarios estadounidenses." En California, Oberle compartió cartel con estrellas teatrales como Edward Everett Horton y Trixie Friganza. Su última aparición en escena tuvo lugar en 1931, cuando actuó junto a Jane Cowl en Camille.
En 1915, Oberle firmó con Essanay Studios, un estudio cinematográfico pionero de la era del cine mudo. También actuó con Charles Ray y varios actores de Hollywood en Keystone Studios, Triangle Studios y Famous Players. Entre sus películas se encuentran The White Sister (1915), When My Lady Smiles (1915), Separating From Sarah (1916), The Invisible Web (1917), Her Country First (1918) y Smudge (1922).

## Vida personal y muerte
Oberle vivió en Chicago, Illinois, durante tres años. Cuando se retiró, se mudó a Los Ángeles, California, en 1931. Su casa estaba en el 1237 de la calle West 96th Street.[cita requerida]
Estaba casada con el actor Thomas Oberle y tuvieron un hijo, Jack. Oberle falleció en el Little Romano Sanitarium en North Glendale, California, el 11 de julio de 1943. Tenía 73 años.